# Pilococcus miscanthi
Pilococcus miscanthi är en insektsart som beskrevs av Takahashi 1928. Pilococcus miscanthi ingår i släktet Pilococcus och familjen ullsköldlöss.
Artens utbredningsområde är Taiwan. Inga underarter finns listade i Catalogue of Life.